# Jong Volksche Front
Jong Volksche Front (JVF) was een katholieke Vlaamse studentenbeweging die actief was van 1934 tot 1943, voornamelijk in West-Vlaanderen.

## Stichting
Tot in 1933 waren de studentenbonden, die bestonden in elk bisschoppelijk college en ook, - vooral in stedelijke gebieden -, op parochies, en dit al sinds de tweede helft van de negentiende eeuw, aangesloten bij het AKVS of Algemeen Katholiek Vlaamsch Studentenverbond. 
De strijd die dit verbond voerde met het episcopaat had tot gevolg dat de banden erg verslapten, vooral in West-Vlaanderen. Naast de KSA, die de wind in de zeilen had en vooral op katholieke actie was gericht, leek een nieuwe Vlaamsgezinde koepelvereniging, die het vertrouwen zou genieten van de kerkelijke hiërarchie, wenselijk.
In 1934 stichtte de Kortrijkzaan Albert De Clerck het Jong Volksche Front. Het was als het ware een onderafdeling van de KSA. In 1935 waren al 65 West-Vlaamse studentenbonden aangesloten. De vereniging publiceerde een tijdschrift onder de naam Jong Volksche Front.

## Activiteiten
Het West-Vlaamse initiatief overplaatsen naar andere provincies bleek niet eenvoudig. Pogingen in Oost-Vlaanderen en Limburg mislukten. In 1938 werd Jong Limburg gesticht dat tot samenwerking kwam met het JVF. In Leuven werd in 1935 een universitaire afdeling van het JVF opgericht, maar die verdween in 1938.
Het JVF vertegenwoordigde drie stromingen: de katholieke actie, de Groot-Nederlandse gedachte en een vorm van  gedachtegoed van de 'Derde Weg', in de geest van de personalistische ideeën van Emmanuel Mounier (een nieuwe sociale orde, tussen het liberaal individualisme en de socialistische klassenstrijd).
Politiek was het JVF voorstander van concentratie in een katholiek rechts volksfront. Het nam deel aan de acties van Flor Grammens (1937-1938) en leverde actievoerders om 'Vlaanderen met de verfkwast te vernederlandsen'. 
In 1943 werd het JVF in stilte opgeheven. Dit kon des te gemakkelijker gebeuren omdat de leiders in grote mate dezelfde personen waren als in de KSA. Kanunnik Karel Dubois oordeelde het beter zowel de katholieke als de Vlaamse actie bij studenten te groeperen onder één noemer, die van de KSA, die voortaan de naam aannam van KSA Jong-Vlaanderen. De vroegere studentenbonden werden in de colleges afdelingen van de KSA.